# Klamek ji bo Beko
Klamek ji bo Beko – film z 1992, którego reżyserem oraz twórcą scenariusza jest Nizamettin Arıç. Jest to jeden z pierwszych filmów w języku kurdyjskim.

## Opis fabuły
Film przedstawia podróż Kurda Beko w poszukiwaniu jego brata, który uciekł żeby uniknąć wcielenia do tureckiej armii. Unikając aresztowania w Turcji ucieka do Syrii, stamtąd zaś do irackiego kurdystanu, gdzie ostatecznie odnajduje schronienie wśród przesiedlonych dzieci. W Iraku Beko kieruje ocalałymi z ataku na Halabdżę, dociera do Niemiec. Ostatecznie odkrywa, że jego brat został wcielony do tureckiego wojska i zginął w walkach z kurdyjskimi partyzantami.

## Obsada
- Nizamettin Arıç jako Beko
- Bezara Arsen jako Zinê
- Lusika Hesen jako Zeyno
- Cemalê Jora jako Cemal
- Fila Tital
- Nuriyê Tital
- Temurê Jora
- Sirinê Sincho
- Xasêa Rizgo
- Berivana Fegi
- Leylêa Guhar
- Rustemê Cemal
- Aren Poladow
- Agitê Cimo
- Rizgoyê Resit

## Nagrody
- Specjalna nagroda Jury oraz nagroda widowni na Międzynarodowym Festiwalu Filmowym we Fryburgu, 1994
- Nagroda widowni na Międzynarodowym Festiwalu Filmowym w São Paulo, 1993
- Nagroda widowni na Angers European First Film Festival, 1993